# Christian Wallumrød

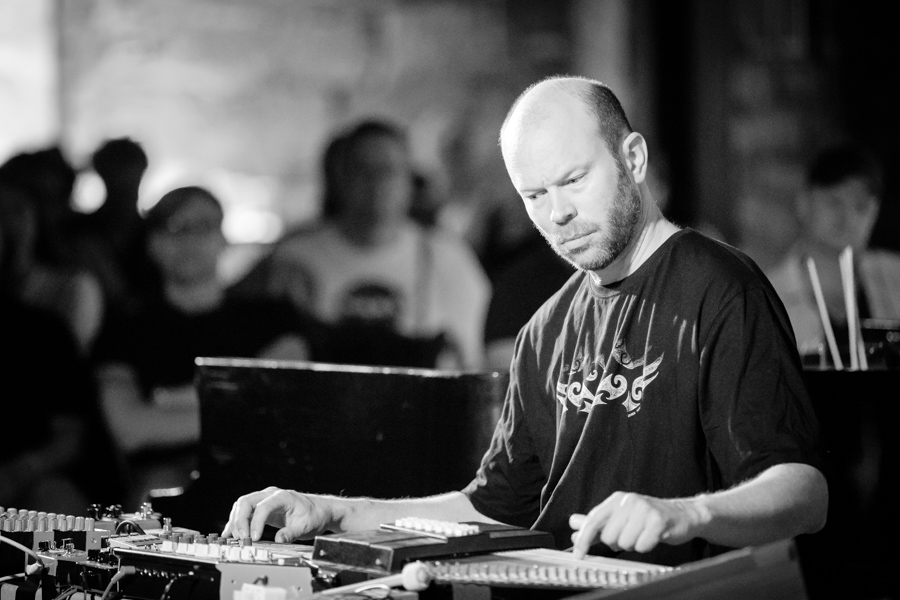
Christian Wallumrød (2018)

Christian Wallumrød (* 1971 in Kongsberg) ist ein norwegischer Jazz-Pianist und Komponist. In seinem zumeist minimalistischen, aber zutiefst emotionalen Klavierspiel sind Komposition und Improvisation eng miteinander verwoben. Als Musiker, die ihn beeinflusst haben, sind insbesondere der kanadische Pianist Paul Bley und moderne Komponisten wie John Cage und György Kurtág zu nennen.

## Biografie
Der in Kongsberg geborene und aufgewachsene Christian Wallumrød stammt aus einer musikalischen Familie; die Sängerin Susanna Wallumrød, der Schlagzeuger Fredrik Wallumrød und der Keyboarder und Pianist David Wallumrød sind seine Geschwister; im Alter von zwölf Jahren beginnt er mit dem Klavierspiel. Mit 15 Jahren kommt er über seinen Klavierlehrer zum ersten Mal mit Jazz in Berührung. Anfangs interessiert er sich dabei weniger für die Jazzlegenden aus der Vergangenheit, sondern mehr für die Verbindung des Jazz mit z. B. moderner Popmusik. Zwischen 1990 und 1992 studiert er dann Jazz am Musikkonservatorium in Trondheim.
Nach seinem Studium sammelte Wallumrød sofort Erfahrungen beim Zusammenspiel mit namhaften norwegischen Musikern wie Bugge Wesseltoft, Nils Petter Molvær, Audun Kleive oder Jon Christensen. Von 1993 bis 1997 war er Mitglied im Jazzpunkensemblet des Gitarristen Jon Eberson. Nach diesen Lehrjahren widmet sich Christian Wallumrød mehr und mehr eigenen Projekten. Mit einem Vertrag bei dem bekannten Label ECM von Manfred Eicher ausgestattet gründete er das Christian Wallumrød Trio zusammen mit dem Trompeter Arve Henriksen und dem Perkussionisten Hans-Kristian Kjos Sørensen sowie das Christian Wallumrød Ensemble, wiederum zusammen mit Arve Henriksen, dazu dem Schlagzeuger Per Oddvar Johansen und dem Violinisten Nils Økland. In dem von der Fachpresse gelobten Album Sofienberg Variations, welches in der namensgebenden Sofienberg-Kirche in Oslo aufgenommen wurde, wurde das Ensemble zusätzlich durch den Saxofonisten Trygve Seim unterstützt.
Parallel dazu spielte Wallumrød in drei weiteren Gruppierungen: dem Trio Close Erase zusammen mit dem Bassisten Ingebrigt Håker Flaten und Per Oddvar Johansen, dem Rosseland/Wallumrød/Eick-Trio mit der Sängerin Elin Rosseland und dem Bassisten Johannes Eick sowie in der Band Generator X des Schlagzeugers Audun Kleive. Seit 2002 verbindet Christian Wallumrød auch eine künstlerische Partnerschaft mit der bekannten Sängerin Sidsel Endresen. Ihr letztes gemeinsames Projekt ist die CD Merriwinkle aus dem Jahr 2004, in dem sie auf experimentell improvisierter Ebene Songstrukturen sowie Texte in Wörter und Silben auflösen und wieder zusammensetzen. Unterstützt werden sie dabei von dem aus der Band Supersilent bekannten Soundtüftler Helge Sten.
Weiterhin spielte Wallumrød in der Quartettformation Dans les Arbres zusammen mit Ivar Grydeland, Ingar Zach und dem französischen Klarinettisten Xavier Charles, zu hören in L’album vert (2024). Nach der selbstbetitelten Debüt-CD 2007 bei ECM legte das Quartett 2012 den Nachfolger Canopée vor, bevor das dritte Album 2017 beim Label Hubro Music erschien. Auch arbeitete er mit seinen Pianokollegen Johan Lindvall und Ayumi Tanaka im Trio. In den letzten Jahren legte er mehrere Soloalben vor, zunächst Pianokammer (Hubro, 2014) und Speaksome (Hubro, 2021), 2025 Percolation. Weiterhin gründete er mit seinem Bruder Fredrik Wallumrød das elektronische Duo Brutter und komponierte verschiedene Auftragswerke, etwa für das Trondheim Jazz Orchestra und für zeitgenössische Chöre.

## Diskografie

### Mit Close Erase
- 1996 – Close Erase
- 1999 – No. 2
- 2001 – Dance this
- 2006 – Sport rocks

### Mit Christian Wallumrød Ensemble
- 2003 – Sofienberg Variations
- 2005 – A Year From Easter
- 2006 – The Zoo is Far
- 2009 – Fabula Suite Lugano
- 2013 – Outstairs
- 2016 – Kurzsam and Fulger
- 2020 – Many

### Mit Christian Wallumrød Trio
- 1998 – No Birch

### Mit Fredrik Wallumrød alsBrutter
- 2015 – [LP ohne Titel]
- 2017 – Reveal and Rise

### Mit Ivar Grydeland, Ingar Zach und Xavier Charles
- 2007 – Dans les arbres
- 2012 – Canopée
- 2017 – Phosphorescence

### Mit Sidsel Endresen und Helge Sten
- 2004 – Merriwinkle

### Mit Ayumi Tanaka und Johan Lindvall
- 2016 – Three Pianos[1]

### Als Solist
- 2025 – Percolation

### Als Gastmusiker (Auswahl)
- 1994 – Airamero – Airamero
- 1997 – Fra Himmelen – Elin Rosseland
- 1998 – Thirteen Rounds – Jazzpunkensemblet
- 2001 – Glow – Jacob Young
- 2001 – Nye Nord – Karl Seglem
- 2002 – The Source and Different Cikadas – Trygve Seim
- 2004 – Omagoddabl – Audun Kleive
- 2006 – Sketches of a Fusion – No Spaghetti Edition